# Anelosimus taiwanicus
Anelosimus taiwanicus là một loài nhện trong họ Theridiidae.
Loài này thuộc chi Anelosimus. Anelosimus taiwanicus được Hajime Yoshida miêu tả năm 1986.